# Macerata
Macerata este un oraș din Italia.

## Geografie
Acesta se află pe un deal de 313 de metri s.l.m. între valea râului Puterii la nord și la sud de râul Chienti; Este situat la 30 km vest de Marea Adriatică și la aproximativ 60 km Umbria - Marche Apenini .

## Muzee
- Palazzo Buonaccorsi  -muzeu de artă antică și 900
- Palazzo Ricci
- Muzeul de Științe Naturale

## Monumente și locuri de interes
- Sferisterio
- Turn Civic
- Săpături Romane Helvia Recina
- bibliotecă Mozzi Borgetti
- Bazilica Santa Maria della Misericordia

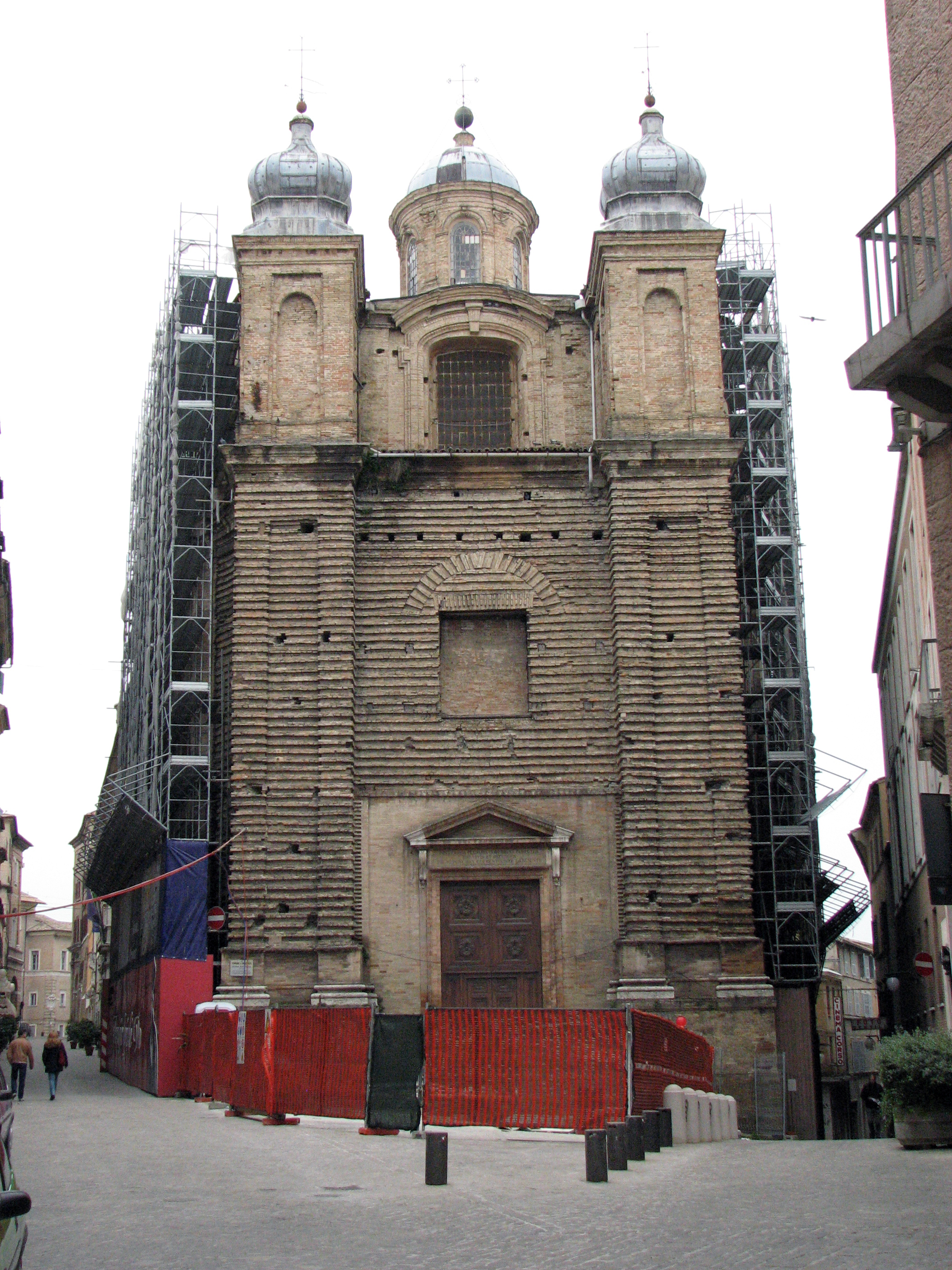
Biserica Sf Philip Negri

- Biserica Sf Philip NegriBiserica Sf Philip Negri

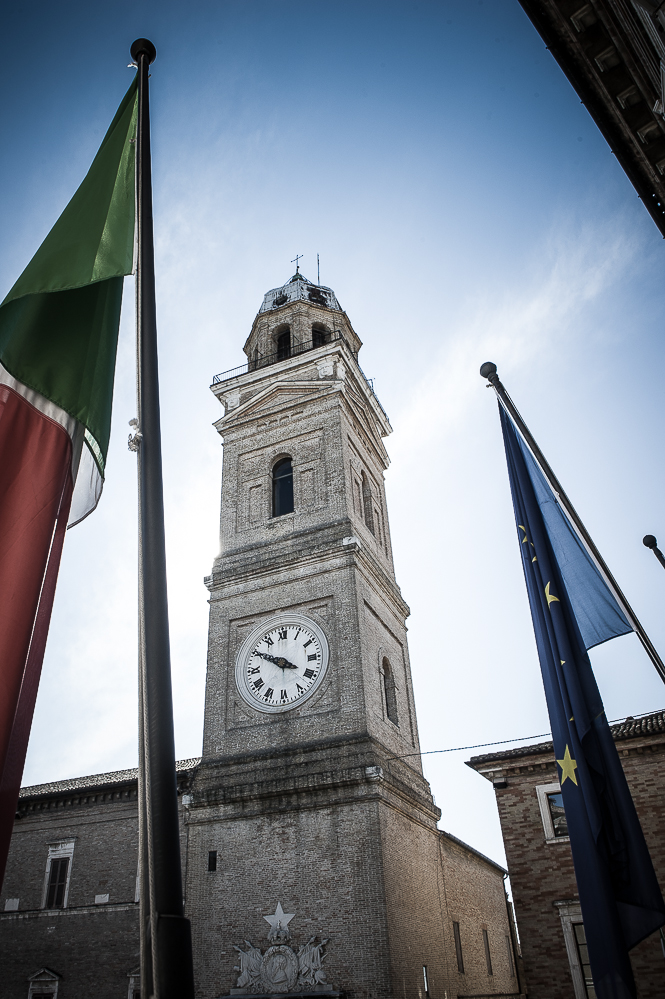

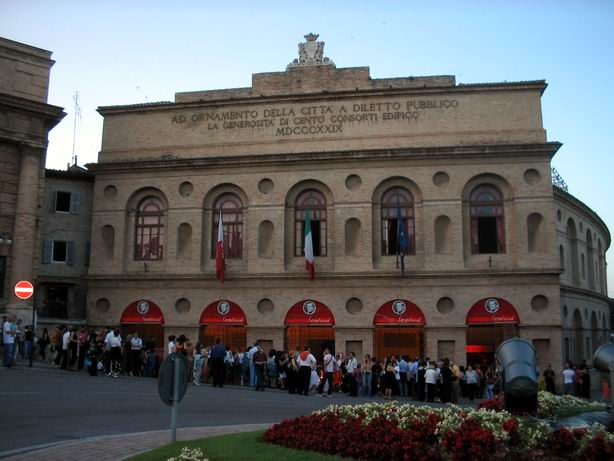
Sferisterio di Macerata

- Biserica Santa Maria della Porta
- Biserica Sf. Maria Fecioara
- Biserica Sf. Ioan
- Biserica Santa Maria della Pace
- Biserica Santa Maria Immacolata
- Biserica Sf. Gheorghe
- Biserica San Michele Arcangelo
- Biserica Sfântului Francisc
- Biserica Maicii
- Domnului
- Biserica Santa Croce

## Festivaluri
- Macerata Opera Festival
- Recina Live

### Muzică
- Musicultura
- Macerata Jazz Festival
- Sferisterio Live
- Notte dell' Opera

### Cultură
- Macerata Racconta
- Festa della Musica
- Macerata Teatru
- Overtime Festival
- Artemigrante

## Alimente
Felul de mâncare tipic este vincisgrassi maceratese, de asemenea cunoscut sub numele de „svinci”, un fel de lasagna. 

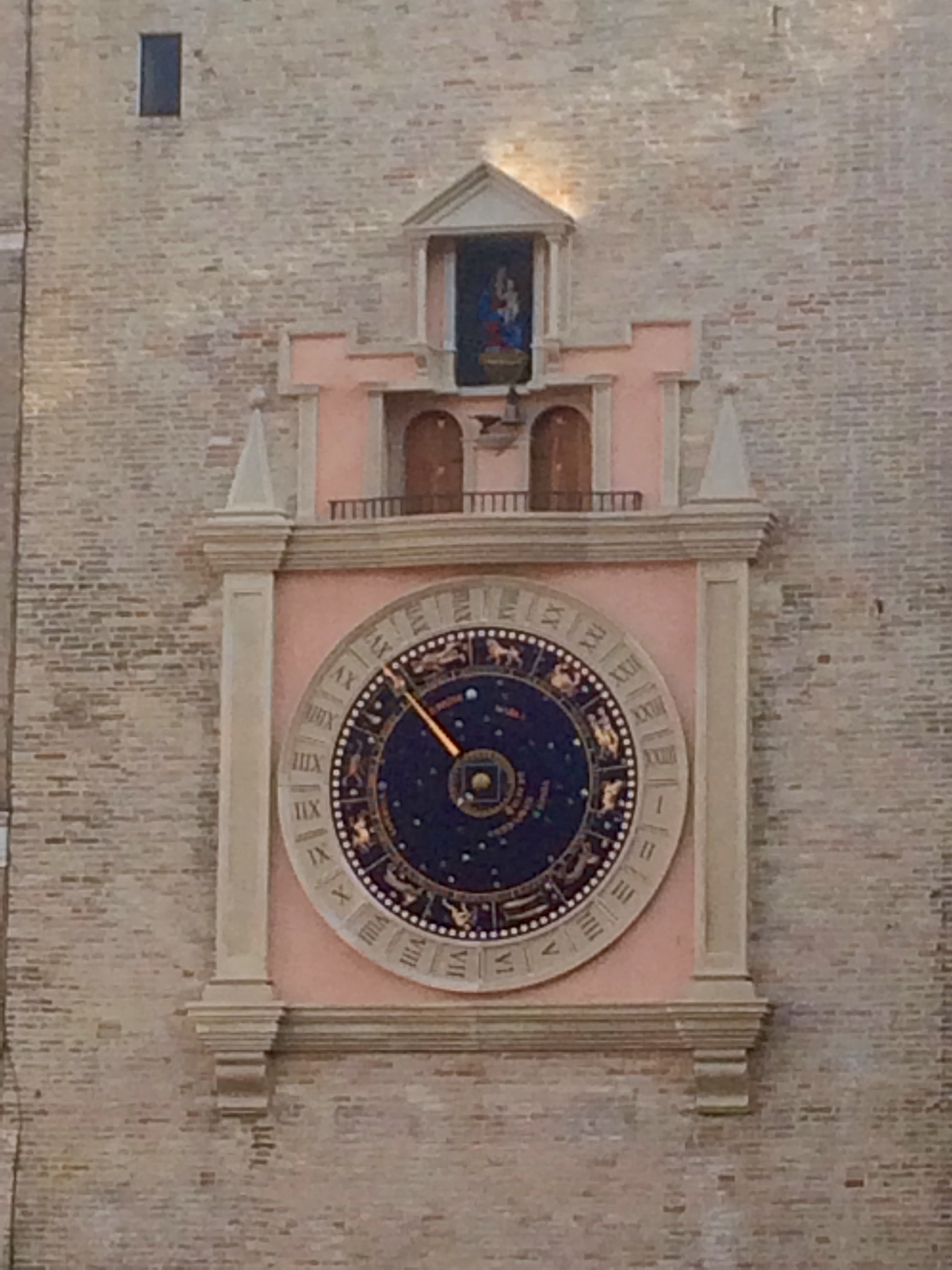

## Personalități
- Matteo Ricci (1552-1610), un preot și astronom iezuit, care a lucrat în China, în timpul dinastiei Ming
- Giovanni Maria Crescimbeni (1663-1728), poet și istoric
- Guglielmo Pallotta (1727-1795), cardinal
- Giuseppe Ugolini (1783-1867),
- Cardinal Lauro Rossi (1812-1885), compozitor
- Giuseppe Garibaldi (1833-1905), politician
- Giuseppe Tucci (1894-1984), orientalist
- Lino Liviabella (1902-1964), compozitor bine - cunoscut sub numele de scena
- Scipione Gino Bonichi (1904-1933), pictor și scriitor
- Giuseppe Brizi (n. 1942), jucător de fotbal și antrenor
- Dante Ferretti (n. 1943), designer de producție
- Stefano Scodanibbio (1956-2012), dublu basist și compozitor care a organizat aici în fiecare an un festival de muzică contemporană
- Laura Boldrini (n. 1961), publicist și om politic, președinte al Camerei Deputaților
- Camila Giorgi (n. 1991), jucătoare de tenis

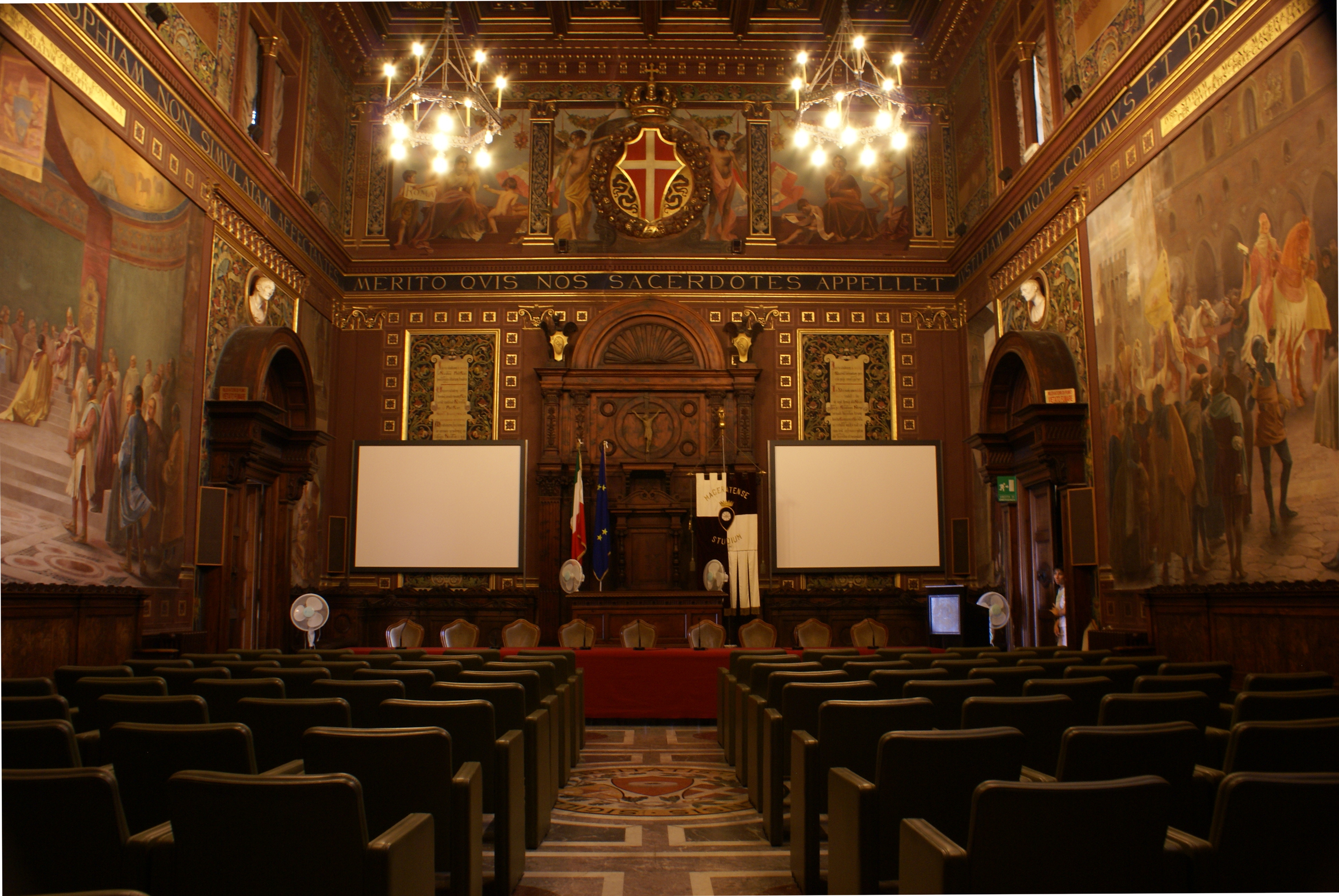
University of Macerata

## Universitate
Universitatea din Macerata este o universitate de stat, fondată în 1290, astfel printre cele mai vechi din Italia.

## Demografie
Macerata - evoluția demografică

|  | Graficele sunt indisponibile din cauza unor probleme tehnice. Mai multe informații se găsesc la Phabricator și la wiki-ul MediaWiki. |

Date: Recensăminte sau birourile de statistică - grafică realizată de Wikipedia